# Aleksandr Nikolayevich Zelin

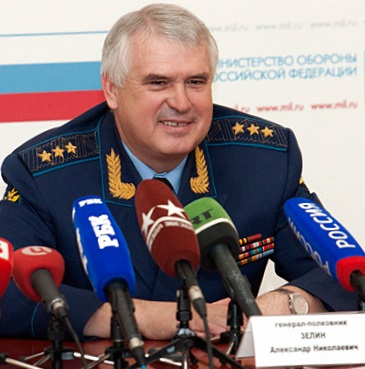
Đại tá không quân Alexander Zelin

Alexander Nikolayevich Zelin (tiếng Nga: Александр Николаевич Зелин; sinh ngày 6 tháng 5 năm 1953) là Tổng tư lệnh đương chức của Không quân Nga từ ngày 9 tháng 5 năm 2007. Zelin mang quân hàm Thượng tướng trong không quân Nga.
Alexander Zelin sinh ngày 6 tháng 5 năm 1953, ở Perevalsk, vùng Voroshilovgrad (hiện tại là tỉnh Luhansk ở đông Ukraina). Ông tốt nghiệp từ Trường Phi công cao cấp Kharkov vào năm 1976, Học viện Không quân Gagarin vào năm 1988, Và Học viện Tham mưu năm 1997.
Từ tháng 8 năm 2002 đến tháng 5 năm 2007 ông làm trưởng phòng không quân.
Ngày 9 tháng 5 năm 2007, ông nhận chức tổng tư lệnh không quân Nga, thay thế Tướng Vladimir Mikhaylov.